# Луценко Ігор Анатолійович
І́гор Анато́лійович Луце́нко (нар. 19 квітня 1986, Нова Каховка, УРСР) — український футболіст, гравець ФК «Чайка».

## Життєпис
Ігор Луценко народився 19 квітня 1986 року в місті Нова Каховка Херсонської області. У ДЮФЛУ виступав у складі каховської «Юності», херсонського «Кристала» та донецького «Шахтаря».
З 2004 по 2007 рік перебував на контракті в донецькому «Шахтарі». За головну команду «гірників» дебютувати Ігорю так і не вдалося, виступав лише в першості дублерів, де за донецьку команду зіграв 32 матчі та забив 1 м'яч. За цей час виступав за нижчолігові фарм-клуби донецького «Шахтаря»: із 2005 по 2006 рік у Першій лізі за «Шахтар-2» зіграв 15 матчів, а з 2004 по 2007 рік захищав кольори іншого фарм-клубу «гірників», який виступав у Другій лізі, «Шахтар-3». Саме у складі цього клубу зіграв свій перший матч на професіональному рівні, сталося це 28 березня 2004 року в матчі 16-го туру групи В Другої ліги проти димитровського «Уголька». «Шахтар-3» в тому матчі здобув перемогу з рахунком 2:1, а Ігор Луценко вийшов на поле у стартовому складі та відіграв увесь матч. Свій перший м'яч на професіональному рівні забив 5 вересня 2009 року у виїзному поєдинку 5-го туру групи В Другої ліги проти «Металіста-2». «Шахтар-3» в тому матчі здобув перемогу з рахунком 2:1, а Ігор Луценко вийшов у стартовому складі, відіграв увесь поєдинок та відзначився голом на 57-ій хвилині. За цей час за третю команду «Шахтаря» в чемпіонаті України зіграв 52 матчі та забив 2 м'ячі.
У 2008 році, після завершення контракту з «гірниками», перейшов до складу мелітопольського «Олкома», який виступав на той час у Другій лізі. За цей короткий час зіграв 7 матчів у чемпіонаті, забив 1 гол. Того ж року перейшов до «Княжої-2», яка також виступала у Другій лізі, але й у цьому клубі надовго не затримався. Зігравши 19 матчів (1 гол), у 2009 році перейшов до першолігового «Фенікса-Іллічівця». У складі калінінського клубу в чемпіонаті зіграв 44 матчі та забив 4 м'ячі, ще 5 поєдинків (1 гол) провів у кубку України.
У лютому 2011 року на правах вільного агента підписав контракт із «Кримтеплицею», яка в той час виступала в Першій лізі. Кольори команди з Молодіжного захищав до 2012 року. За цей час у чемпіонатах України зіграв 35 матчів, ще 2 поєдинки за «Кримтеплицю» Ігор провів у кубку України. У 2013 році перебував на контракті в «Миколаєві». У Першій лізі чемпіонату України за «корабелів» зіграв 23 матчі, ще 3 поєдинки в миколаївському клубі провів у кубку України.
У лютому 2014 році перейшов до харківського «Геліоса». У складі харківського клубу дебютував 29 березня 2014 року в матчі «Геліос» — «Зірка». Той матч завершився нульовою нічиєю. Ігор у тому поєдинку вийшов у стартовому складі та відіграв увесь поєдинок. Свій перший м'яч у ворота суперників харківського клубу забив 1 вересня 2014 року. Сталося це на 4-ій хвилині матчу проти «Миколаєва». Ігор у тому матчі відкрив рахунок, а сам поєдинок завершився бойовою нічиєю з рахунком 2:2. Сумарно за «Геліос» зіграв 118 матчів у першій лізі чемпіонату України, відзначився 10-ма голами. Крім того, у сезоні 2015/16 став найкращим бомбардиром клубу.